# Ministerio Público de la Unión
En Brasil el Ministerio Público de la Unión (MPU) está compuesto por:
- Ministerio Público Federal (MPF);
- Ministerio Público del Trabajo (MPT);
- Ministerio Público Militar (MPM);
- Ministerio Público del Distrito Federal y de los Territorios (MPDFT).

Se puede advertir que la organización del MPU comprende no sólo el MPF, que actúa junto con los Tribunales Superiores y la Justicia Federal (común), sino también que actúa ante los fueros especializados del Poder Judicial como es la Justicia de Trabajo y la Justicia Militar, ademásd el MPDFT.
Esta reglamentado por la Constitución Federal de 1988 y por la ley orgánica del Ministerio Público de la Unión (Ley Complementaria 75/1993). 
Desde la fundación del MPU en 1951, esta liderado por el Procurador General de la República (PGR), cargo que ya existía ante. 
Corresponde al presidente de la República nombrar, entre los miembros de carrera del MPU, al PGR. El nombramiento requiere la aprobación de la mayoría absoluta de los miembros del Senado Federal. Cabe resaltar que el PGR es el jefe de los cuatro ramos del Ministerio Público de la Unión, razón por la cual puede ser nombrado de entre los miembros de cualquiera de ellos. En otros términos, un fiscal del MPDFT puede llegar a ser el Procurador General de la República, no siendo esta una función reservada sólo para el MPF.